# MÁV 406 sorozat

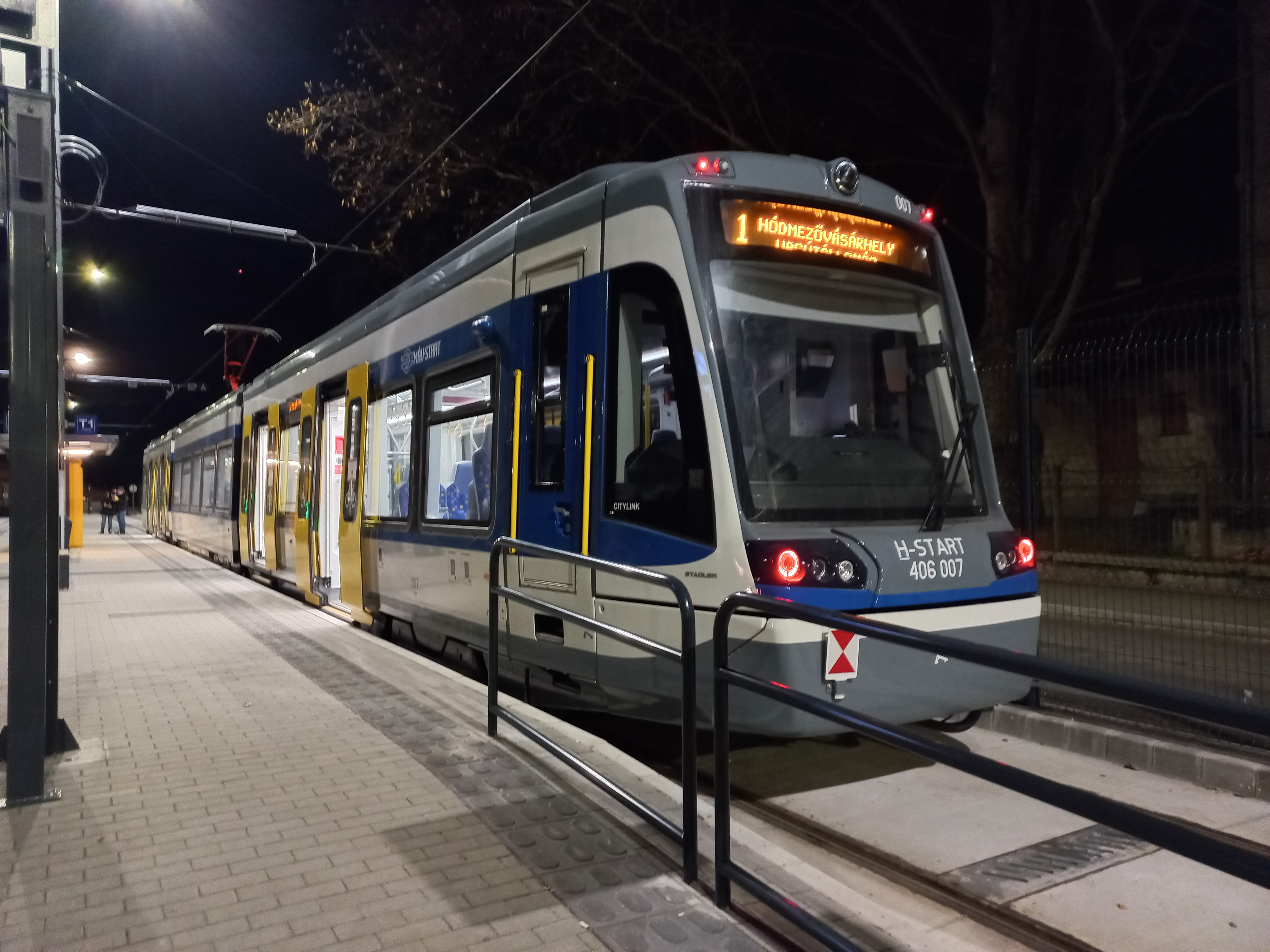
Stadler CityLink H-START 406-007-es motorkocsi Hódmezővásárhely mh.-nél.

A MÁV 406 sorozat a Stadler CityLink villamoscsalád egyik tagja, a Szeged–Hódmezővásárhely tram-train vonalra vásárolt dízel-villamos hibrid motorvonat. Az első szerelvények 2021 elején érkeztek Magyarországra. Beceneve: „Vasvilla” (a vasút-villamos rövidítése).

## Története
A MÁV-Start 8 (+4 opciós) hibrid dízel–villamos meghajtású jármű beszerzésére írt ki tendert 2017 januárjában. A tendert a Stadler Rail Valencia nyerte Stadler CityLink villamosokkal, azonban a 8 villamos 16 milliárdos ára a tervezett 10 milliárdos költségnél jóval magasabb lett. Az első járműveket 2021. január közepén szállította a Stadler Szentesre. Az összeszerelést követően a vonali próbákat a Stadler február hónapban kezdte meg. A második jármű 2021 márciusában érkezett. Az megfelelő számú jármű megérkeztével megkezdődtek a próbafutások. Eredetileg azzal számoltak, hogy 2021 novemberére elegendő számú jármű áll majd rendelkezésre az üzem felvételére. A járművek számára Szeged-Rendező pályaudvar területén új karbantartótelep épült. 2020 júliusában kormánydöntés született az opciós mennyiségként megrendelhető +4 jármű megrendeléséről. Az opció utolsó darabja 2022. szeptember 15-én érkezett Szentesre.
Az utasforgalmi próbaüzem 2021. november 29-én kezdődött, a sorozat ekkor szállított utasokat elsőként. A próbaüzem elhúzódott, a rendszeres szolgáltatás megkezdését technikai problémák hátráltatták. Ezek közül a legtöbb gondot okozó a járművek úgynevezett kígyózó mozgása volt, amely nagy sebesség elérésekor észrevehetően rontotta az utaskomfortot. 2022 májusában a közlekedési hatóság típusengedélyt adott a sorozat járműveire, ugyanakkor azok nem közlekedhetnek az összes vasútvonalon. A MÁV CityLink villamosai a következő vonalakra kaptak engedélyt:
- Hódmezővásárhely városi villamoshálózat − Hódmezővásárhelyi Népkert − Szeged-Rókus − Szegedi városi villamoshálózat (Szeged–Hódmezővásárhely tram-train)
- Szeged-Rókus − Szeged-Rendező (a karbantartó telep megközelítéséhez)
- Hódmezővásárhelyi Népkert − Békéscsaba
- Kiskunfélegyháza − Szeged
- Makó − Újszeged (Távlati Makó−Szeged vasútvillamos)
- Rendkívüli helyzet esetén a Szeged-Rendezőn lévő karbantartótelepig a járművek a legrövidebb kerülő útvonalon közlekedhetnek. Ez praktikusan a Hódmezővásárhelyi Népkert − Szentes − Kiskunfélegyháza útvonalat jelenti.

## Műszaki jellemzése
A járművek meghajtása tekintetében többször változtak az elképzelések a tervezés során. Az első tanulmányok hibrid dízel-elektromos meghajtású szerelvényekkel számoltak, mivel a két várost egyvágányú, nem villamosított vasútvonal köti össze, a felsővezeték kiépítése pedig meghaladta volna a projekt kereteit. A villamos felsővezeték kiépítésével lehetővé vált volna a járművek tisztán villamos üzeme a két város közötti forgalomban. Azonban a többlet költségek és a várható szűk határidő miatt a villamosítási projektet 2016-ban elvetették, a tram-train az eredeti elképzeléseknek megfelelően dízelüzemben közlekedik majd a két város közötti szakaszon.
A 37 200 mm hosszú, maximum 2650 mm széles, maximum 3943 mm magas (leengedett áramszedőkkel), hetvenegy tonnás, dízel-villamos hibrid meghajtású járműben összesen 216 férőhely (4 fő/m²) található, melyből 4 mozgássérült hely. Az ülőhelyek száma összesen 92, ebből 16 felhajtható ülés. A jármű kettő többcélú utasterében összesen 4 db kerekesszékkel közlekedő utas, illetve 8 db kerékpár szállítható. A beszállóajtókból oldalanként négyet-négyet, összesen nyolcat találunk. Ezek a jármű színétől eltérően élénk citromsárga színűek. A belépési magasság 360 és 600 mm, igazodva a kétféle peronmagassághoz. A vezetőállásba további oldalajtók vezetnek, oldalanként ebből azonban csak egy-egy darab készült.
Villamos üzemmódban a teljesítménye 4×145 kW, összesen 580 kW; dízel üzemmódban 2×390 kW, összesen 780 kW. A jármű teljesíti az EN15227 szerinti C-III-as ütközésvédelem és DIN 5566-3 szerinti láthatóság (1200 mm @300 m) követelményeket. Az áramellátása felsővezetékről történik, a tetőn elhelyezett áramszedő segítségével. Az igényelt feszültség 600 V egyenáram.
Szeged és Hódmezővásárhely villamosvonalán a KRESZ előírásai alapján 50 km/órás maximális sebességgel haladhatnak, a két város közötti nyíltvonalon pedig dízel meghajtással, 100 km/órás megengedett sebességgel. A komfortos, nagy részben alacsonypadlós és akadálymentes CityLink járművek a kor követelményeinek megfelelően korszerű utastájékoztató rendszerrel, légkondicionált, világos, tágas utastérrel, valamint korszerű fedélzeti biztonsági kamerarendszerrel rendelkeznek. A két multifunkciós térben kerekesszékkel közlekedő utasok, kerékpárok vagy babakocsik szállítása is biztosított. WC nem található a járműben.
Alkalmas 2 db azonos típusú tram-train jármű szinkronüzemének megvalósítására.